# Avest
Avest (ook wel Aves, Oves, Auste), gelegen in het oosten van Nederland, is van oorsprong een buurschap die in de heerlijkheid Borculo, kerspel Groenlo en voogdij Beltrum viel. Uit deze voogdij ontstond in de Bataafs-Franse tijd de gemeente Beltrum, die in 1819 werd opgeheven en bij de gemeente Eibergen werd gevoegd. Sinds 1 januari 2005 hoort Avest bij de gemeente Berkelland. De buurschap ligt ten zuiden van de Hupselse Beek. De Oude (Grolse) Beek loopt erdoorheen. Een deel van het nieuwe regionale industrieterrein De Laarberg ligt op gronden die ooit tot de mark van Avest hebben behoord. In 1552 werd Rosier van Bronckhorst genoemd als voogd van Eibergen, Neede en Beltrum.

## Herkomst van de plaatsnaam
In 1298 komt de naam "Oves" voor, in 1415 de naam Avest (Inv. Arch. Groenlo p. 71) en in 1428 de naam "Aves". Oves is een variant van het Middelnederlandse "ovese", met korte vormen "ose" en "oose". In het dialect heet de buurschap "Auste".
In het Oudengels komt dit woord ook voor, maar er was tevens een variant "efese". Hieruit heeft het Engelse woord "eaves" zich ontwikkeld, waarmee een buiten de muur uitstekende punt van een rieten dak aangeduid wordt. Maar de oudste betekenis is "rand", bijvoorbeeld een bosrand, en dit is een zeer aanvaardbare verklaring van de naam "Avest" voor erven die aan de bosrand gelegen waren; hoewel de betekenis "overdekte schuilplaats" ook aannemelijk is.
Eerder is ooit gesteld dat Avest stamt van een Germaans woord, dat in het Oudengels "eowestre" en in het Gotisch "awistr" luidde; de betekenis was "schapenstal" ofwel een omheinde ruimte waar men schapen hield. Het is afgeleid van "awi" dat in het Nederlands nog voortleeft als "ooi" voor een vrouwelijk schaap. De bron waar dit vandaan komt herroept zijn stelling tot de eerst genoemde verklaring.
De naam "Oves" werd al gesignaleerd in oude rekeningen van het graafschap Gelre in 1294.

## Graven van Bergh
De heren, later graven, van Bergh bezitten er het goed then Bouwhuus in 1428, waar Herman van Marhulzen leenman was. Goed Koelink behoorde tot de lenen van Gelre. De heren van Borculo bezitten er het goed Ahuezse of Nahuesze, dat als leen wordt vermeld in de jaren 1577-1778, het goed Droebers of Druipertinck, vermeld in 1706 en het erf en het goed Heerdink (1710). In de loop van de late middeleeuwen wisten de burgers van Groenlo gebruikersrechten te verwerven in de mark van Avest. Het Gasthuis van Groenlo was onder andere in het bezit van de goederen (Groot) Nahuis en de Start. Het verpondingskohier uit 1646 maakt voor Avest geen onderscheid tussen het aantal gewaarde erven, halve erven en katersteden. Het erfmarkrichterschap was in handen van de heer van Borculo. De drie Beltrumse marken vergaderden vaak gezamenlijk. In 1748 is melding gedaan dat in Avest 34 gezinnen woonden.
Hoofdplaats: Borculo       Dorpen: Beltrum · Eibergen · Geesteren · Gelselaar · Haarlo · Neede · Noordijk · Rekken · Rietmolen · Ruurlo

Buurtschappen: Avest · Brammelerbroek · Brinkmanshoek · Broeke · De Bruil · Dijkhoek · De Haar · Heure · Heurne (deels) · Holterhoek · Hoonte · De Horst · Hupsel · Kisveld · Kulsdom · Leo-Stichting · Lintvelde · Lochuizen · Loo · Mallem · Nederbiel · Noordijkerveld · Olden Eibergen · Oosterveld · Overbiel · Respelhoek · Ruwenhof · Schependom · Spilbroek · Veldhoek (deels) · Waterhoek · Zwilbroek

Voormalige gemeenten: Beltrum · Borculo · Eibergen · Geesteren · Neede · Ruurlo